# Nieidealna
Nieidealna (ang. Unfabulous) – amerykański serial komediowy. Premiera w Polsce miała miejsce 10 lipca 2008 roku na antenie stacji Nickelodeon Polska.

## Fabuła
Główną bohaterką jest 13-letnia Addie, która zamiast w pamiętniku, wszystkie swoje przeżycia opisuje w piosenkach. Konkretnie, gra na gitarze sama dla siebie. W trakcie gry opisuje co jest jej zmartwieniem lub jaki miała dzień. Słowa wymyśla bardzo szybko, przez co zwykle się nie rymują. Addie to typowy pechowiec – w każdym odcinku pakuje się w tarapaty i masę niezręcznych sytuacji. Wrażliwa, trochę nieprzystosowana, pocieszenie znajduje najczęściej w muzyce, którą sama tworzy. W zwariowanych perypetiach towarzyszą jej przyjaciele, zafascynowana modą Geena, oraz Zach, chłopak o ogromnym uroku i licznych talentach.

## Bohaterowie

### Główni
- Addie Singer – główna bohaterka serialu, która jest pechowcem. Pocieszenie znajduje w piosenkach które sama śpiewa. Jest zakochana w Jake’u Beharim. Ma dwójkę przyjaciół Geene i Zacha. Mieszka wraz z rodzicami i bratem. Ma psa. Jest wrażliwa i trochę nieprzystosowana.
- Geena Fabiano – zafascynowana modą przyjaciółka Addie i Zacha. W odcinku Ostatni dzień w siódmej klasie została wybrana najlepiej ubraną dziewczyną w szkole razem z Cranberry. Jest bardzo podziwianą przez innych dziewczyną. Ma obsesję na punkcie ‘skrótów’. Zawsze cool i na topie. Chodziła z wieloma chłopakami, ale tylko o jednym z nich mówiła ‘chłopak’.
- Zach Carter-Schwartz – przyjaciel Addie i Geene. Miał dziewczynę o imieniu Ellie. Jest chłopakiem o wielu talentach i ogromnym uroku.
- Jake Behari – chłopak, w którym z wzajemnością jest zakochana główna bohaterka. Bardzo sympatyczny i miły dla wszystkich.

### Poboczni
- Ben Singer – brat Addie. Pracuje w kafejce Juice.
- Sue i Jeff Singer – rodzice Addie i Bena. Są niezwykle wyrozumiali i cierpliwi.
- Duane Ogilvy – trochę gapowaty chłopak. Kocha Mary Farry.
- Mary Farry – niezdarna dziewczyna. Kocha Duane’a.
- Jen – dziewczyna Bena, pracuje razem z nim w Juice.
- Dyrektorka Brandywine - dyrektorka szkoły charakteryzująca się tym, że w czasie przerwy patroluje korytarze szkolne siedząc na elektrycznym wózku i mówi: to jest świątynia nauki, a nie rewia mody
- Ellie Pataki – uczeń. Pomocnik dyrektorki szkoły Brandywine. Często dokucza Addie i Geenie.
- Cranberry Sinclair – kochająca modę, zarozumiała dziewczyna. Razem z Geeną została wybrana najlepiej ubraną dziewczyną w szkole. Przyjaźni się z Patti i Maris.
- Patti Perez – przyjaźni się z Cranberry i Maris. W pierwszym sezonie dziewczyna Jake’a.
- Maris Bingham – przyjaciółka Cranberry i Patti. Ćwiczyła pływanie synchroniczne razem z Mary Ferry, która była jej przyjaciółką. Razem ze swoją paczką lubi dokuczać Geenie i Addie.

## Główna obsada
- Emma Roberts – Addie Singer
- Tadhg Kelly – Ben Singer
- Molly Hagan – Sue Singer
- Markus Flamagan – Jeff Singer
- Malese Jow – Geena Fabiano
- Jordan Calloway – Zach Carter-Schwartz
- Raja Fenske – Jake Behari

## Wersja polska
Wersja polska: na zlecenie Nickelodeon Polska – Master Film

Reżyseria: Artur Tyszkiewicz

Dialogi polskie: Antonina Kasprzak

Dźwięk:
- Izabela Waśkiewicz (odc. 1, 9),
- Jacek Marcinkowski

Montaż:
- Jan Graboś (odc. 1, 9, 14-15, 18),
- Agnieszka Kołodziejczyk (odc. 15, 18-19),
- Anna Tkaczyk (odc. 19)

Kierownictwo produkcji: Dariusz Falana

Wystąpili:
- Julia Jędrzejewska – Addie Singer
- Joanna Kudelska – Geena Fabiano
- Franciszek Rudziński – Zach Carter-Schwartz
- Anna Gajewska – Sue Singer
- Wojciech Paszkowski – Jeff Singer
- Marcin Hycnar – Ben Singer
- Antonina Girycz – Dyrektorka Brandywine
- Kajetan Lewandowski – Jake Behari
- Agnieszka Matynia – Maris Bingam
- Aleksandra Kowalicka – Cranberry
- Wojciech Rotowski – Ellie Pataki
- Beniamin Lewandowski – Freddy
- Katarzyna Łaska –
  - Patti Perez,
  - Mary Ferry
- Krzysztof Królak – Duane Ogilvy
- Jakub Molęda –
  - Dean,
  - Menadżer Mike
- Artur Pontek – Marcus
- Monika Węgiel
- Justyna Bojczuk – Katina Parker
- Piotr Deszkiewicz – Randy Klein
- Waldemar Barwiński – trener Pirson
- Mirosława Krajewska – Ciocia Bertha
- Anna Wodzyńska
- Joanna Pach
- Katarzyna Ankudowicz – Jen
- Jacek Wolszczak – Glen
- Robert Konecki – Brad
- Leszek Zduń – pan Word
- Marek Molak – Chip
- Weronika Bochat – Dawn

i inni
Teksty piosenek: Bogusław Nowicki

Kierownictwo muzyczne: Piotr Gogol

Śpiewały: Magdalena Tul i Katarzyna Łaska

Lektor: Adam Bauman

## Odcinki
| Sezon | Odcinki    | Premiera sezonu  | Finał sezonu     | Premiera sezonu | Finał sezonu     |
| ----- | ---------- | ---------------- | ---------------- | --------------- | ---------------- |
| 1     | 1–13 (13)  | 12 września 2004 | 6 marca 2005     | 10 lipca 2008   | 24 lipca 2008    |
| 2     | 14–28 (15) | 10 września 2005 | 16 kwietnia 2006 | 25 lipca 2008   | 14 sierpnia 2008 |
| 3     | 29–41 (13) | 10 sierpnia 2007 | 16 grudnia 2007  | 8 maja 2009     | 31 lipca 2009    |

### Spis odcinków
| Premiera odcinka | Nr | Polski tytuł                   | Angielski tytuł                          |
| ---------------- | -- | ------------------------------ | ---------------------------------------- |
|                  |    |                                |                                          |
| SERIA PIERWSZA   |    |                                |                                          |
|                  |    |                                |                                          |
| 10.07.2008       | 01 | Impreza                        | The Party                                |
|                  |    |                                |                                          |
| 10.07.2008       | 02 | Sekret                         | The Secret                               |
|                  |    |                                |                                          |
| 11.07.2008       | 03 | Zdjęcie                        | The Picture                              |
|                  |    |                                |                                          |
| 13.07.2008       | 04 | Klub czytelniczy               | The Book Club                            |
|                  |    |                                |                                          |
| 14.07.2008       | 05 | Kumpel                         | The Pal                                  |
|                  |    |                                |                                          |
| 15.07.2008       | 06 | Przetasowanie                  | The Rep                                  |
|                  |    |                                |                                          |
| 16.07.2008       | 07 | Różowa gitara                  | The Pink Guitar                          |
|                  |    |                                |                                          |
| 17.07.2008       | 08 | Dzień 66                       | The 66th Day                             |
|                  |    |                                |                                          |
| 18.07.2008       | 09 | Lista całowanych               | The List of Kissed                       |
|                  |    |                                |                                          |
| 21.07.2008       | 10 | Słowo na C                     | The ‘B’ Word                             |
|                  |    |                                |                                          |
| 22.07.2008       | 11 | Młodsza siostra                | The Little Sister                        |
|                  |    |                                |                                          |
| 23.07.2008       | 12 | Wspólny projekt                | The Partner                              |
|                  |    |                                |                                          |
| 24.07.2008       | 13 | Bar Micwa                      | The Bar Mitzvah                          |
|                  |    |                                |                                          |
| SERIA DRUGA      |    |                                |                                          |
|                  |    |                                |                                          |
| 25.07.2008       | 14 | Nosorożce w środku pokoju      | The Rhinoceros In The Middle of The Room |
|                  |    |                                |                                          |
| 28.07.2008       | 15 | Akt równowagi                  | The Balancing Act                        |
|                  |    |                                |                                          |
| 29.07.2008       | 16 | Praca                          | The Job                                  |
|                  |    |                                |                                          |
| 30.07.2008       | 17 | Słodkie ciacho Randy Klein     | The Eye Candy Randy                      |
|                  |    |                                |                                          |
| 31.07.2008       | 18 | Wycieczka                      | The Road Trip                            |
|                  |    |                                |                                          |
| 01.08.2008       | 19 | Tydzień filantropii            | The Charity Case                         |
|                  |    |                                |                                          |
| 04.08.2008       | 20 | Informacja                     | The Information                          |
|                  |    |                                |                                          |
| 05.08.2008       | 21 | Ciemna strona                  | The Dark Side                            |
|                  |    |                                |                                          |
| 06.08.2008       | 22 | Szara strefa                   | The Grey Area                            |
|                  |    |                                |                                          |
| 07.08.2008       | 23 | Idealna para                   | The Perfect Couple                       |
|                  |    |                                |                                          |
| 08.08.2008       | 24 | Dramat                         | The Drama                                |
|                  |    |                                |                                          |
| 11.08.2008       | 25 | Język na kłódkę                | The Set Up                               |
|                  |    |                                |                                          |
| 12.08.2008       | 26 | Ostatni dzień w siódmej klasie | The Last Day of 7th Grade                |
|                  |    |                                |                                          |
| 13.08.2008       | 27 | Idealny moment                 | The Perfect Moment                       |
| 14.08.2008       | 28 | Idealny moment                 | The Perfect Moment                       |
|                  |    |                                |                                          |
| SERIA TRZECIA    |    |                                |                                          |
|                  |    |                                |                                          |
| 08.05.2009       | 29 | Bąk                            | The Toot                                 |
|                  |    |                                |                                          |
| 15.05.2009       | 30 | Piosenka                       | The Song                                 |
|                  |    |                                |                                          |
| 22.05.2009       | 31 | Nowa najlepsza przyjaciółka    | The New Best Friend                      |
|                  |    |                                |                                          |
| 29.05.2009       | 32 | Aukcja                         | The Auction                              |
|                  |    |                                |                                          |
| 05.06.2009       | 33 | Sobowtór                       | The Two Timer                            |
|                  |    |                                |                                          |
| 12.06.2009       | 34 | ’M’ bomba                      | The ‘L’ Bomb                             |
|                  |    |                                |                                          |
| 19.06.2009       | 35 | Urodziny                       | The Birthday                             |
|                  |    |                                |                                          |
| 26.06.2009       | 36 | Złamanie                       | The Guilt Trip                           |
|                  |    |                                |                                          |
| 03.07.2009       | 37 | Wyprawa                        | The Quest                                |
|                  |    |                                |                                          |
| 16.07.2009       | 38 | Test                           | The Test                                 |
|                  |    |                                |                                          |
| 24.07.2009       | 39 | Pokaz talentów                 | The Talent Show                          |
|                  |    |                                |                                          |
| 31.07.2009       | 40 | Najlepszy rejs w życiu         | The Best Trip Ever                       |
| 31.07.2009       | 41 | Najlepszy rejs w życiu         | The Best Trip Ever                       |
|                  |    |                                |                                          |

28 listopada 2010 roku emisja serialu w Polsce została zawieszona. Wznowiono ją 7 marca 2011 roku po gruntownej zmianie nadawania programów na Nickelodeon Polska.